# A Marine Story
Pour plus de détails, voir Fiche technique et Distribution.
A Marine Story est un film américain réalisé par Ned Farr, sorti en 2010, sur la politique "Don't ask, don't tell" de l'armée américaine aux gays, lesbiennes et bisexuels servant dans les forces armées.

## Synopsis
L'officier de marine Alexandra (Dreya Weber) est suffisamment forte pour battre n'importe quel homme dans une bagarre au bar, 
mais il y a un adversaire qu'elle ne peut pas battre : la Police militaire.
En revenant de la Guerre d'Irak au camp d'entraînement, elle est chargée de former une tempétueuse jeune fille.

## Fiche technique
- Titre : A Marine Story: Every fight is personal
- Réalisation : Ned Farr
- Scénario : Ned Farr
- Producteur : Ned Farr, Dreya Weber, Andrew Blau, Christina Hulen, J.D. Disalvatore, Paris P. Pickard
- Musique :
- Langue d'origine : Anglais américain
- Pays d'origine : États-Unis
- Genre : Drame, romance saphique
- Lieux de tournage :
- Durée : 98 minutes (1 h 38)
- Date de sortie :
- États-Unis 19 juin 2010 au Festival du film Frameline de San Francisco
- États-Unis 5 novembre 2010
- Royaume-Uni 22 février 2011 (Glasgow Film Festival)
- Danemark 24 octobre 2011 (MIX Copenhagen)

## Distribution
- Dreya Weber : Alexandra Everett
- Paris Pickard : Saffron
- Anthony Michael Jones : Leo
- Christine Mourad : Holly
- Jeff Sugarman : Lt. Col. Pollard
- Gregg Daniel : Sheriff
- Jason Williams : Turk
- Deacon Conroy : Burner
- Brad Light : Stenny
- Lisa Wolpe : Shelly
- Alice Rietveld : Nona
- Troy Ruptash : Joe
- Ned Mochel : Bill
- Janice Ann Johnson : Clerk
- John Lee Ames : Dale